# IC 5329
IC 5329 је спирална галаксија у сазвјежђу Пегаз која се налази на листи објеката дубоког неба у Индекс каталогу.
Деклинација објекта је + 21° 14' 13" а ректасцензија 23h 33m 9,7s. Привидна величина (магнитуда) објекта IC 5329 износи 14,8 а фотографска магнитуда 15,5. IC 5329 је још познат и под ознакама UGC 12660, MCG 3-60-2, CGCG 455-11, KCPG 585A, FGC 2512, KUG 2330+209, PGC 71731.